# 孔琳之
孔琳之（369年—423年），字彥琳，會稽山陰人。孔子二十八代孫，孔沈孫。東晉末年及南朝宋官員，在宋官至御史中丞。

## 生平
孔琳之初獲郡徵命為主簿，但他不去，後獲會稽國辟命為常侍。桓玄以太尉控制朝廷時，以孔琳之為其西閤祭酒。不過，桓玄先後建議將貨幣由錢改成穀帛以及恢復肉刑，孔琳之都出言反對，桓玄以其不肯附和自己而不重用他，後來轉為楚臺員外散騎侍郎。孔琳之因母喪離職，任司徒左西掾後又因父親孔廞退休而自行離職。後來，時任會稽內史的司馬休之任用孔琳之為其後將軍長史，但琳之又因父喪離職。守喪期過後，琳之歷任太尉主簿、尚書左丞及揚州之中從事史，任內都顯著功績。
後又轉尚書吏部郎。義熙六年（410年），劉裕領平西將軍，以琳之為其長史，後歷琅邪王司馬德文的大司馬從事中郎，劉裕的平北長史及征西長史，以及侍中。義熙十四年（418年），劉裕封宋公，以十郡建宋國，琳之轉為宋國侍中。後出為吳興太守，因公事被免職。
永初二年（421年），琳之轉任御史中丞，任內嚴守法度，不因別人而屈撓，例如他就曾經彈劾當權的尚書令徐羨之的省事倪宗的於恣無禮行為，同時亦責身為宰輔的徐羨之縱容他行惡，建議免其官職，以公爵還第。徐羨之不想這事公諸於人前，於是就命時任揚州治中的琳之弟孔璩之去向琳之解釋，求他不要上奏。但琳之不肯，璩之堅持仍不聽，更說：「我忤逆了宰相，有罪也只在我一人而已，你肯定不會被連坐，還何必這麼勤懇呀！」雖然宋武帝沒有處罰羨之，但琳之的堅持已震懾眾臣，令他們都不敢犯禁，而武帝亦對他甚為欣賞，每行經蘭臺都會進去見他。後領本州大中正，又遷祠部尚書。
景平元年（423年），孔琳之去世，享年五十五歲，朝廷追贈太常。

## 家庭

### 子
孔邈，揚州治中從事史。

### 孫
- 孔覬，右軍長史，加輔國將軍，行會稽郡事，支持劉子勛義嘉政權但兵敗被殺
- 孔道存，前軍長史，南郡太守，支持劉子勛義嘉政權但失敗自殺

## 性格特徵
孔琳之愛好文辭，又通音律，會彈琴及圍棋，更加擅長草隸書，而他任官多年亦不治其產業，故其家一直都貧窮樸素，死後遺有文集十卷。

## 延伸阅读
[在维基数据编辑]
 《宋書·卷56》，出自沈约《宋书》
 《南史/卷27》，出自李延壽《南史》